# 越王城遗址
越王城遗址又名越王台，位于中国浙江省杭州市萧山区城厢街道湘湖村西北700米越王城山（又名城山）山巅，海拔128米，相传为春秋战国之际越王勾践屯兵抗吴的军事城堡遗迹，城山怀古为旧时湘湖八景之一。
遗址沿山脊的自然走向就地取土筑成，平面呈横葫芦状，周长约1091米，面积约3.6万平方米，中间低四周高，周围夯土城墙底宽6-8米，上宽1-2米，高3-5米，内缓外陡，四角设有高隆台地用以瞭望，南北两面山脊中间设唯一的出入通道称马门。上山石阶称城山古道，为明代所砌，有500余级。城内有佛眼泉、洗马池、城山寺遗址和勾践祠（20世纪90年代中期重建，内奉勾践、范蠡和文种像）等。1991年试掘，出土有春秋战国时期的石刀、石锛、印纹硬陶和原始青瓷等文物。

## 图集

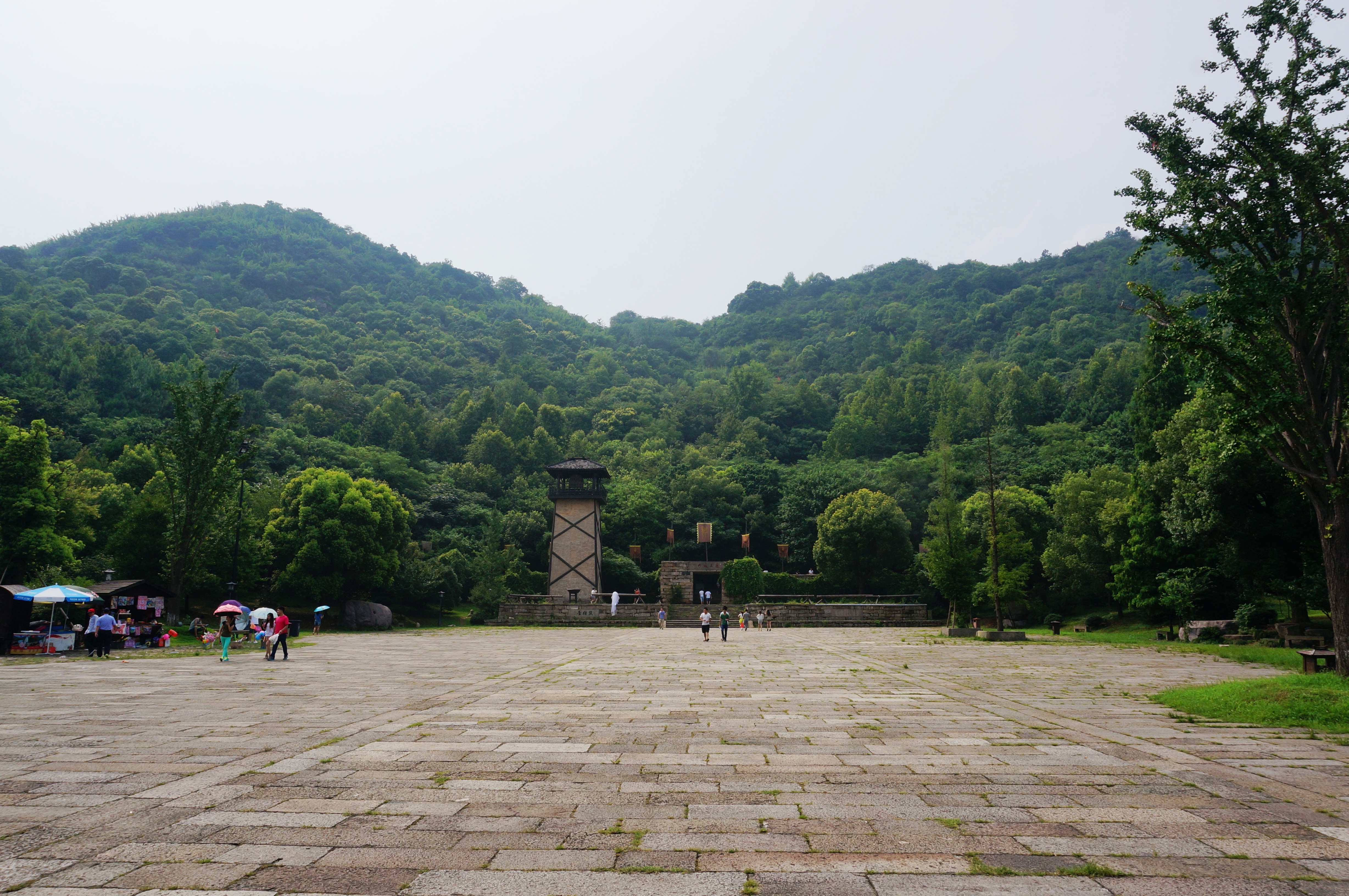
城山远景
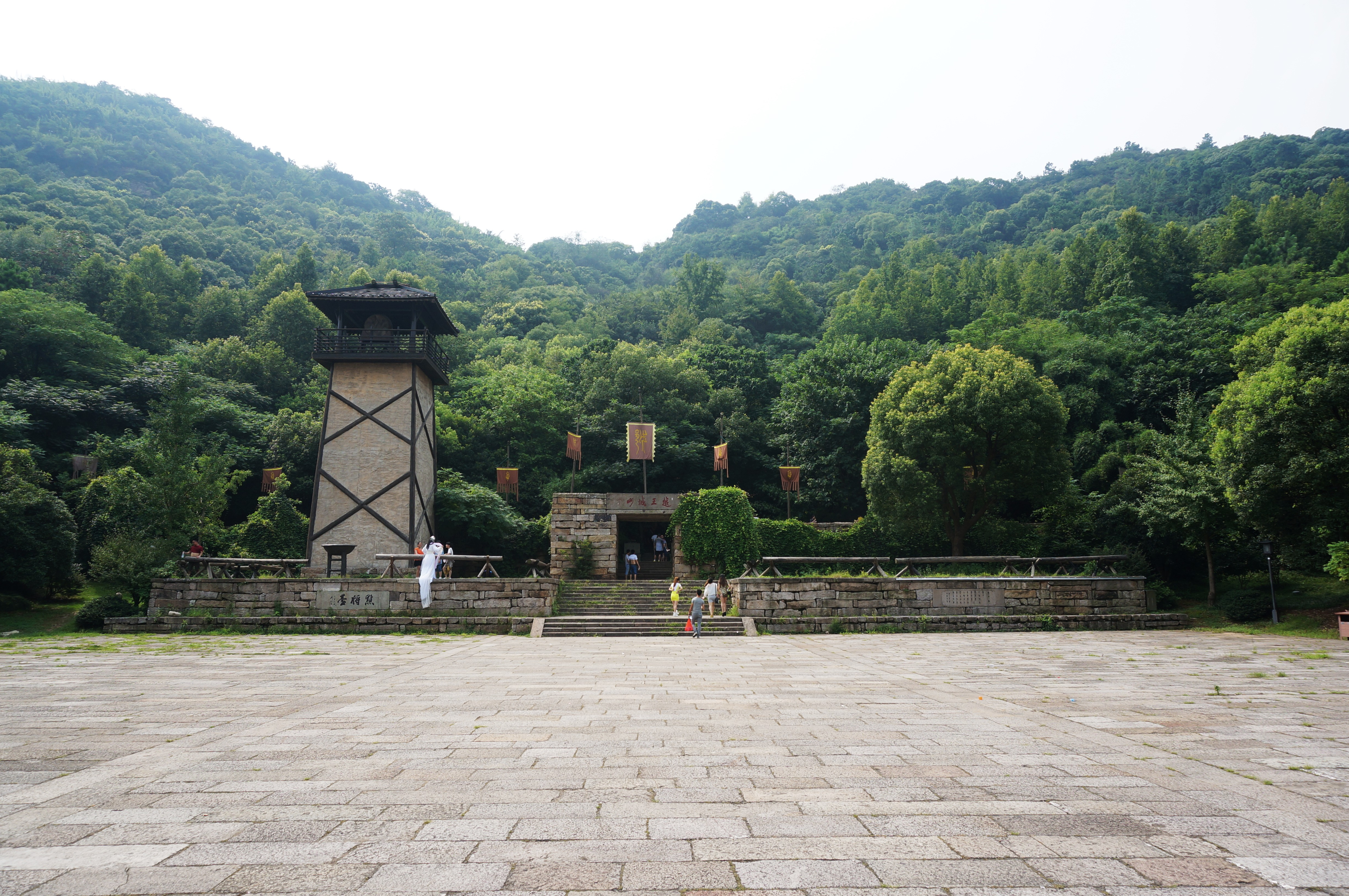
景区大门
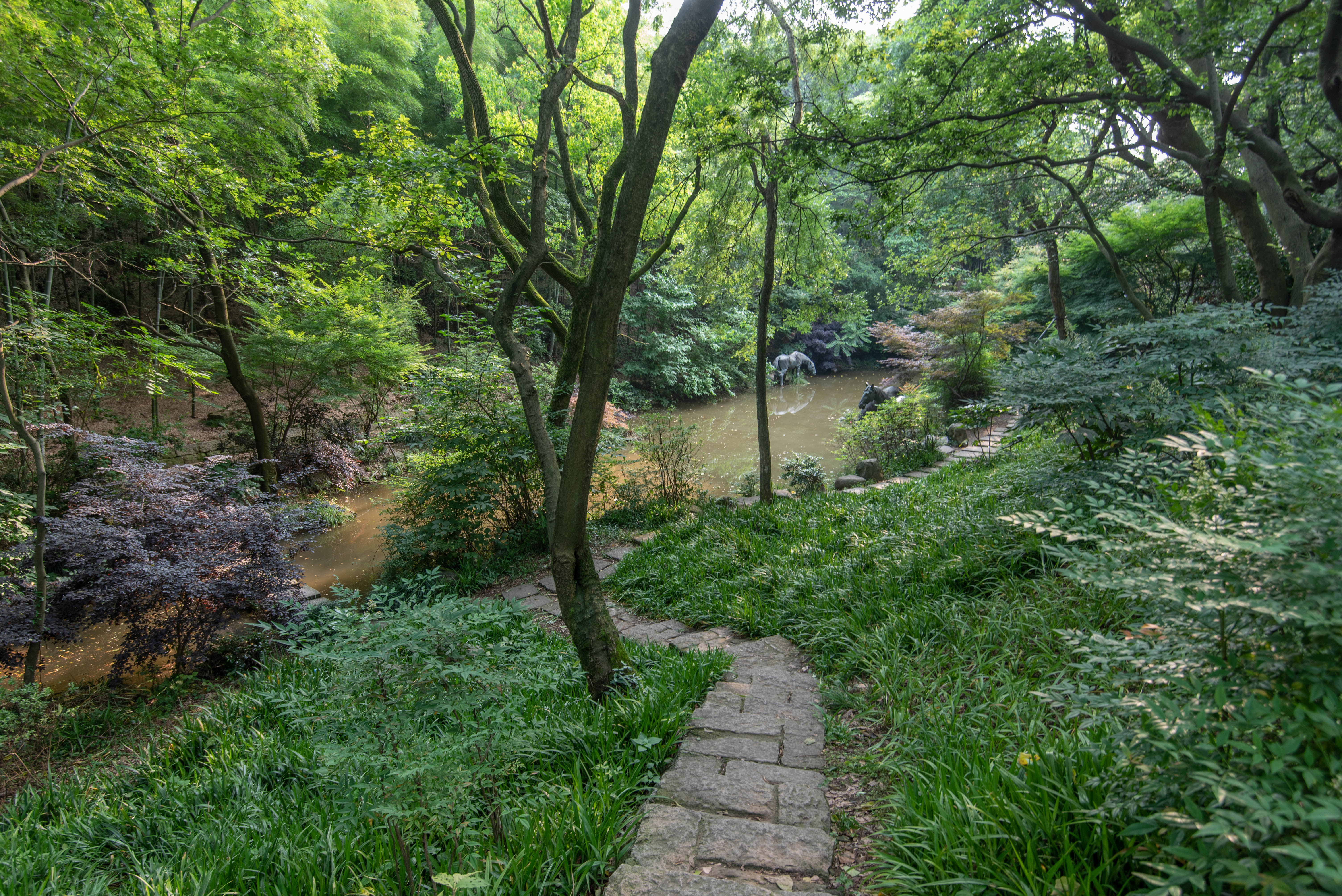
洗马池
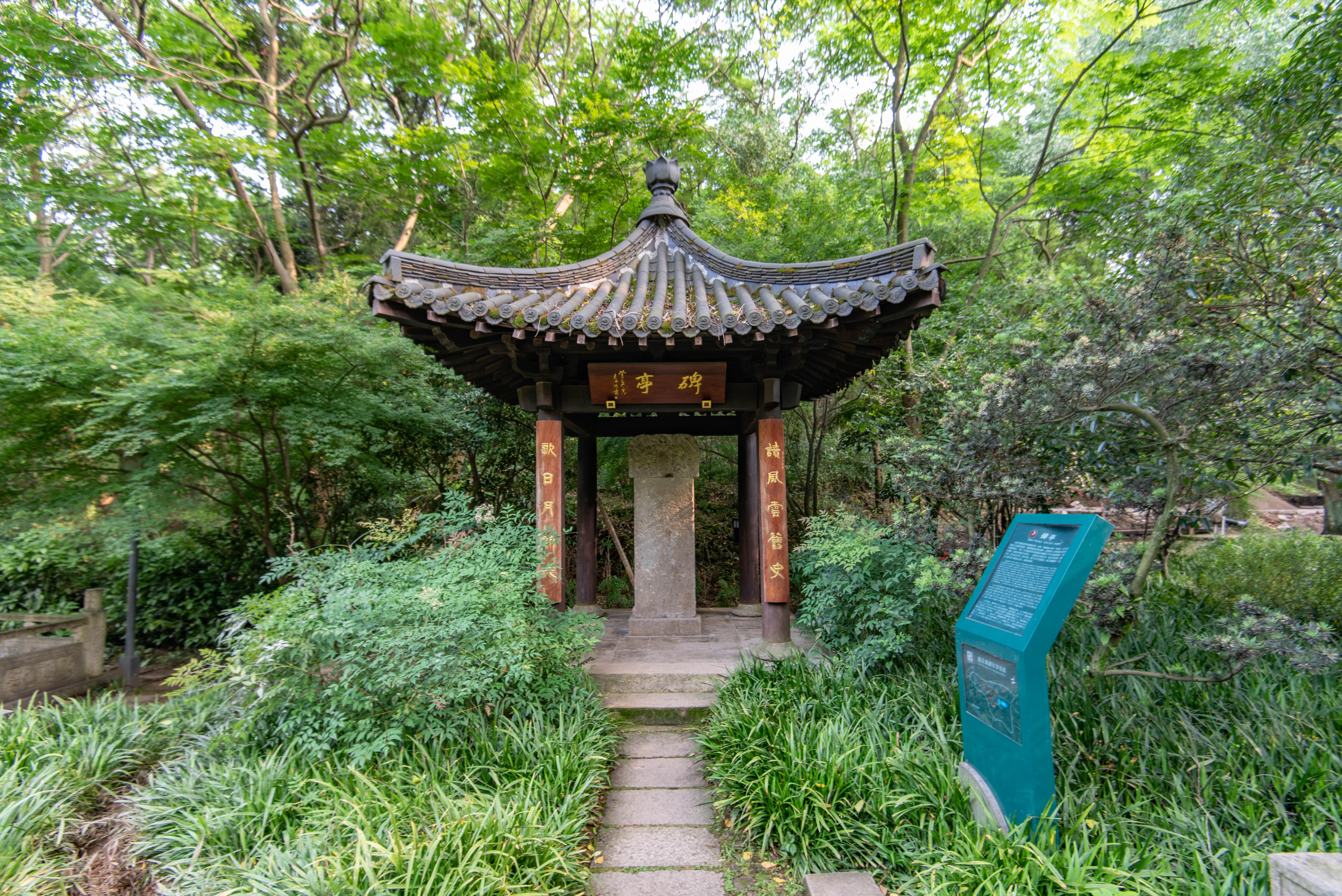
碑亭
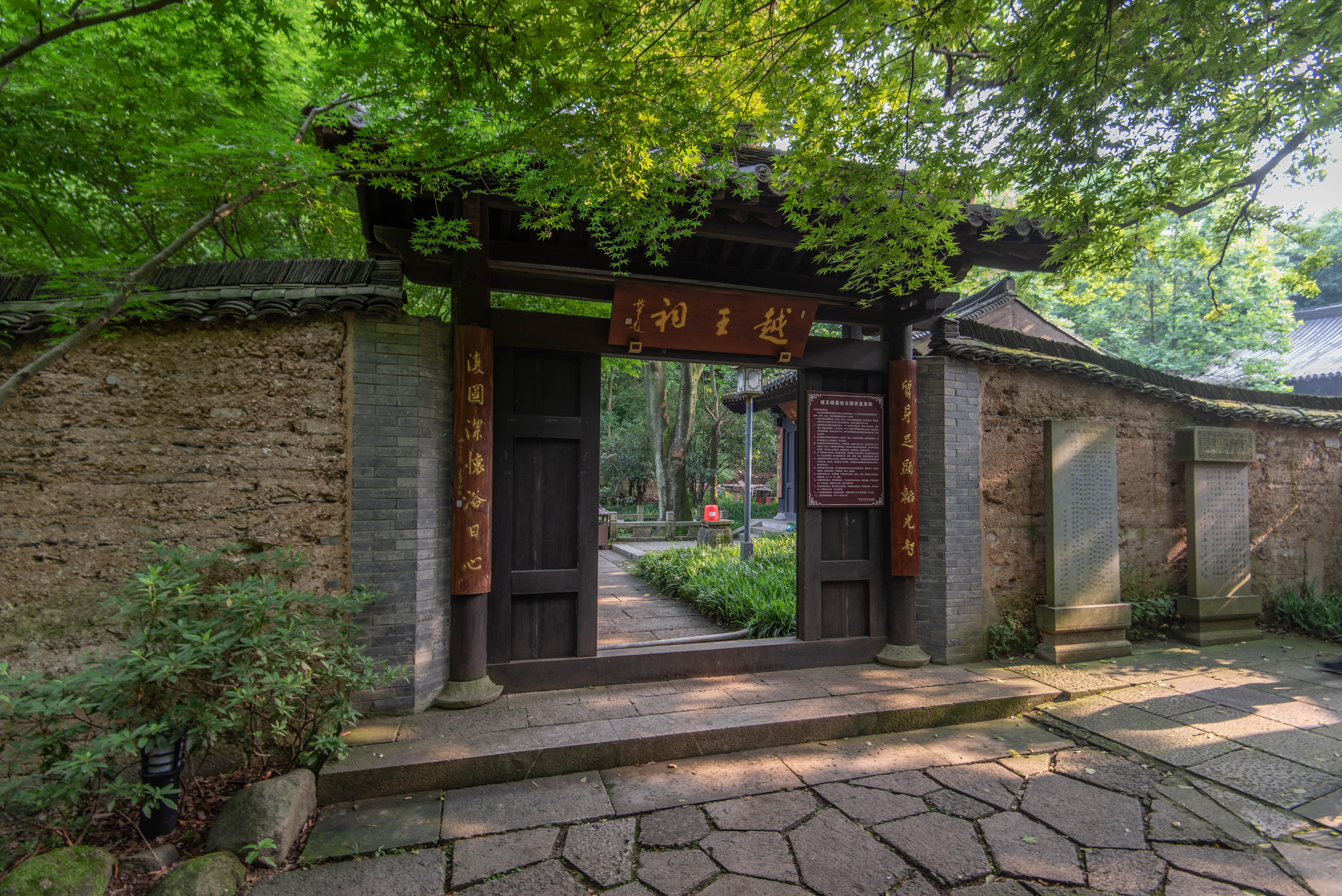
勾践祠